# Les Chants du crépuscule
Les Chants du crépuscule est un recueil de poèmes de Victor Hugo publié en 1835.